# Harmony (ISS)
För andra betydelser, se Harmony.

Ritning av Harmony och PMA-2

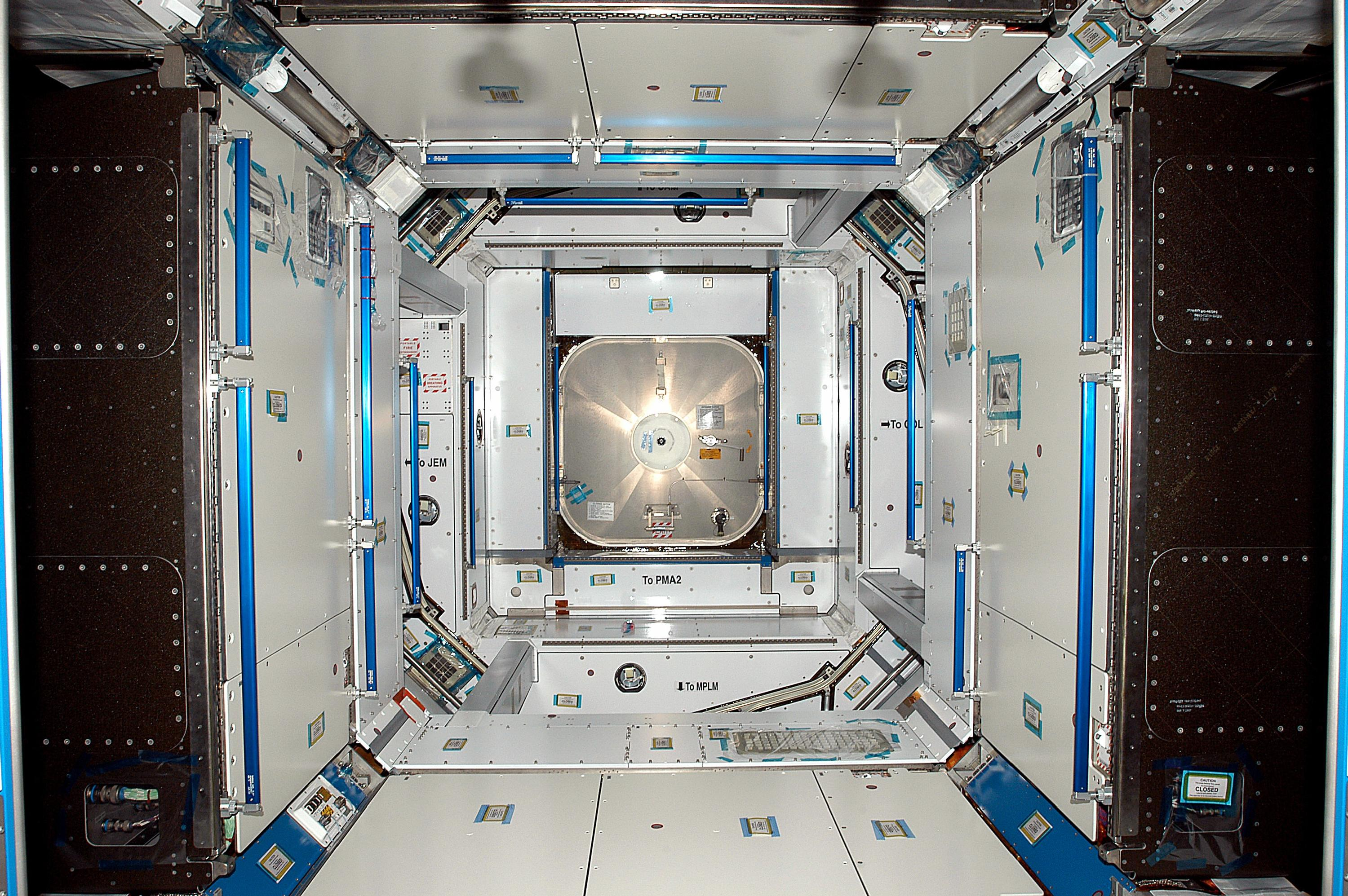
Bild tagen föröver inuti Harmony med Destiny i ryggen och dockningsstationen framåt. Columbus ligger till höger i bild och Kibō till vänster.

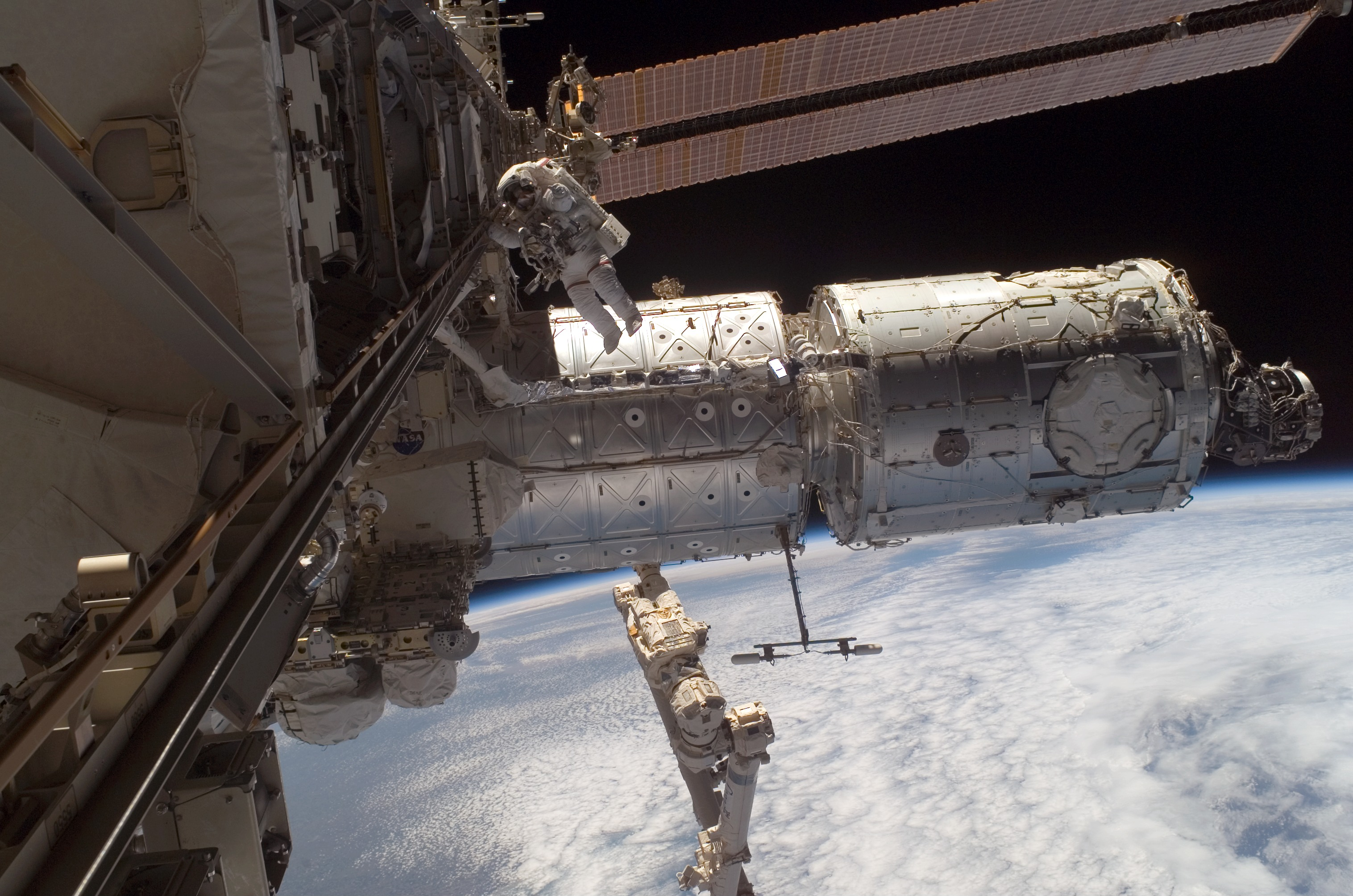
Astronauten Peggy Whitson under rymdpromenaden den 24 november. Harmony syns längst till höger i bilden.

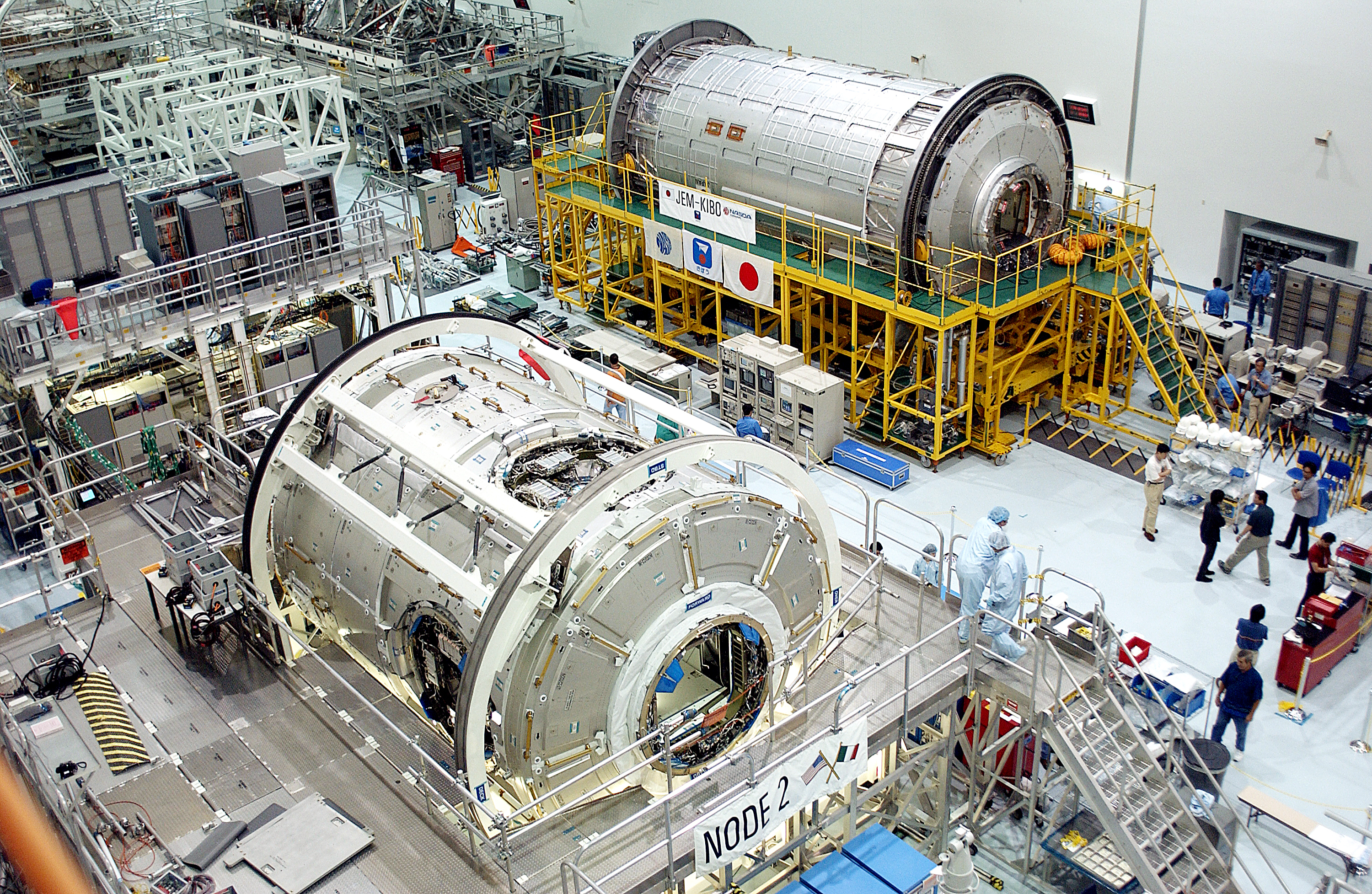
Bilden visar modulen Harmony. Bakom syns den japanska modulen Kibō.

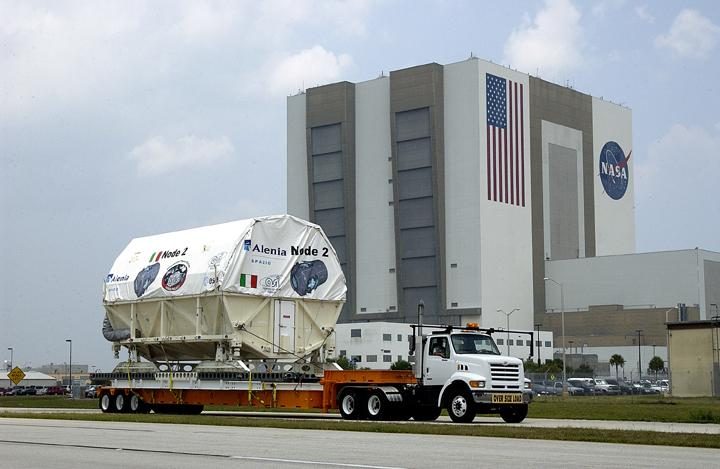
Bilden visar modulen Harmony på Kennedy Space Center.

Harmony är en amerikansk trycksatt förbindelsemodul på den internationella rymdstationen ISS. Harmony är även känd under namnet Node 2, men döptes till Harmony av amerikanska skolbarn i en tävling i mars 2007. I Harmony möts amerikanska, ryska, kanadensiska, europeiska och japanska komponenter på den internationella rymdstationen.
Harmony är byggd av ESA i Turin, Italien, men bekostad av NASA. Harmony levererades den 1 juni 2003 till Kennedy Space Center. Modulen bidrar med ungefär 70 kubikmeter till rymdstationens trycksatta volym. Efter installationen kunde besättningen utökas från tre till sex personer. Detta utnyttjades från och med den 29 maj 2009 då Expedition 20 påbörjade sitt uppdrag.

## Anslutningar
Harmony har sex anslutningar: för, akter (bakifrån), styrbord (högerifrån), babord (vänsterifrån), zenit (ovanpå) och nadir (under). Alla är av typen Common Berthing Mechanism.
- För: Dockningsstation för NASAs rymdfärjor (Pressurized Mating Adapter) och Dragon 2 (International Docking Adapter)
- Akter: Det amerikanska laboratoriet Destiny.
- Styrbord: Det europeiska laboratoriet Columbus.
- Babord: Det japanska laboratoriet Kibō.
- Zenit: Dragon 2 (International Docking Adapter). Har använts av japanska H-II Transfer Vehicle. Skulle användas av den föreslagna modulen CAM (Centrifuge Accommodations Modul).
- Nadir: Används av H-II Transfer Vehicle och SpaceXs Dragon, samt de trycksatta transportmoduler (Multi Purpose Logistic Module, MPLM) som levereras med rymdfärjorna.

På utsidan av Harmony finns kraftförsörjd anslutningsplats för Canadarm2.

## Dimensioner och vikt
Harmony är 6,7 meter lång, har en diameter på 4,5 meter och vägde ungefär 14,5 ton vid uppskjutning och i drift ungefär 15,3 ton.

## Uppskjutning
Harmony levererades till ISS i oktober 2007 av STS-120 som tillfälligt installerade modulen på babords sida av Unity. Expedition 16 flyttade sedan efter en serie rymdpromenader och med hjälp av Canadarm2 Harmony till sin permanenta plats framför det amerikanska laboratoriet Destiny den 14 november 2007. Därefter utförde Expedition 16 ytterligare två rymdpromenader för att slutföra installationen, varav den sista gjordes den 24 november.

## Dockningar
|       | Farkost / Modul           | Port                    | Dockning (UTC)             | Urdockning (UTC)         |
| ----- | ------------------------- | ----------------------- | -------------------------- | ------------------------ |
|       | Unity                     | Akter                   | 26 oktober 2007, 15:57     | 14 november 2007         |
|       | PMA-2                     | För                     | 12 november 2007           |                          |
|       | Destiny                   | Akter                   | 14 november 2007           |                          |
|       | Atlantis STS-122 (PMA-2)  | För                     | 9 februari 2008, 17:17     | 18 februari 2008, 09:24  |
|       | Columbus                  | Styrbord                | 11 februari 2008, 21:44    |                          |
|       | Endeavour STS-123 (PMA-2) | För                     | 13 mars 2008, 03:49        | 25 mars 2008, 00:25      |
|       | ELM-PS                    | Zenit                   | mars 2008                  | 6 juni 2008              |
|       | Discovery STS-124 (PMA-2) | För                     | 2 juni 2008, 18:03         | 11 juni 2008, 11:42      |
|       | Kibō                      | Babord                  | 3 juni 2008, 23:01         |                          |
|       | Endeavour STS-126 (PMA-2) | För                     | 16 november 2008, 22:01    | 28 november 2008, 14:47  |
|       | Leonardo (MPLM)           | Nadir                   | november 2008              | november 2008            |
|       | Discovery STS-119 (PMA-2) | För                     | 17 mars 2009, 21:19:53     | 25 mars 2009, 19:53:44   |
|       | Endeavour STS-127 (PMA-2) | För                     | 17 juli 2009, 17:47        | 28 juli 2009, 17:26      |
|       | Discovery STS-128 (PMA-2) | För                     | 31 augusti 2009, 00:54     | 8 september 2009, 19:26  |
|       | Leonardo (MPLM)           | Nadir                   | september 2009             | september 2009           |
|       | HTV-1                     | Nadir                   | 17 september 2009, 22:26   | 30 oktober 2009, 15:02   |
|       | Atlantis STS-129 (PMA-2)  | För                     | 18 november 2009, 16:51    | 25 november 2009, 09:53  |
|       | PMA-3                     | Zenit                   | 25 januari 2010            | 16 februari 2010         |
|       | Endeavour STS-130 (PMA-2) | För                     | 10 februari 2010, 05:06    | 20 februari 2010, 00:54  |
|       | Discovery STS-131 (PMA-2) | För                     | 7 april 2010, 07:44        | 17 april 2010, 12:52     |
|       | Leonardo (MPLM)           | Nadir                   | april 2010                 | april 2010               |
|       | Atlantis STS-132 (PMA-2)  | För                     | 16 maj 2010, 14:28         | 23 maj 2010, 15:22       |
|       | HTV-2                     | Nadir                   | 27 januari 2011, 14:51     | 18 februari 2011, 11:15  |
| Zenit | HTV-2                     | 18 februari 2011, 16:56 | 10 mars 2011               |                          |
|       | Discovery STS-133 (PMA-2) | För                     | 26 februari 2011, 19:14:20 | 7 mars 2011, 12:00       |
|       | HTV-2                     | Nadir                   | 10 mars 2011, 16:20        | 28 mars 2011, 13:43      |
|       | Endeavour STS-134 (PMA-2) | För                     | 18 maj 2011, 10:14         | 30 maj 2011, 03:55       |
|       | Atlantis STS-135 (PMA-2)  | För                     | 10 juli 2011, 15:07        | 19 juli 2011, 06:28      |
|       | COTS Demo Flight 2        | Nadir                   | 25 maj 2012, 16:02         | 31 maj 2012, 09:49       |
|       | Raffaello (MPLM)          | Nadir                   | juli 2011                  | juli 2011                |
|       | HTV-3                     | Nadir                   | 27 juli 2012, 14:34        | 11 september 2012, 11:50 |
|       | SpaceX CRS-1              | Nadir                   | 10 oktober 2012, 13:03     | 28 oktober 2012, 11:19   |
|       | SpaceX CRS-2              | Nadir                   | 3 mars 2013, 13:56         | 26 mars 2013, 08:10      |
|       | HTV-4                     | Nadir                   | 9 augusti 2013, 15:28      | 4 september 2013, 12:07  |
|       | Cygnus Orb-D1             | Nadir                   | 29 september 2013, 12:44   | 22 oktober 2013, 10:04   |
|       | Cygnus CRS Orb-1          | Nadir                   | 12 januari 2014, 13:05     | 18 februari 2014, 10:25  |
|       | SpaceX CRS-3              | Nadir                   | 20 april 2014, 14:06       | 18 maj 2014, 11:55       |
|       | Cygnus CRS Orb-2          | Nadir                   | 16 juli 2014, 12:53        | 15 augusti 2014, 09:14   |
|       | SpaceX CRS-4              | Nadir                   | 23 september 2014, 13:21   | 25 oktober 2014          |
|       | SpaceX CRS-5              | Nadir                   | 12 januari 2015, 13:54     | 10 februari 2015, 17:11  |
|       | SpaceX CRS-6              | Nadir                   | 17 april 2015, 13:29       | 21 maj 2015, 09:29       |
|       | HTV-5                     | Nadir                   | 24 augusti 2015, 17:28     | 28 september 2015, 11:12 |
|       | SpaceX CRS-9              | Nadir                   | 20 juli 2016, 14:03        | 25 augusti 2016, 21:00   |
|       | HTV-6                     | Nadir                   | 13 december 2016, 13:57    | 27 januari 2017, 10:59   |
|       | SpaceX CRS-10             | Nadir                   | 23 februari 2017, 13:12    | 18 mars 2017, 21:20      |
|       | SpaceX CRS-11             | Nadir                   | 5 juni 2017, 16:07         | 2 juli 2017, 18:00       |
|       | SpaceX CRS-12             | Nadir                   | 16 augusti 2017, 13:07     | 16 september 2017, 08:40 |
|       | SpaceX CRS-13             | Nadir                   | 17 december 2017, 13:26    | 12 januari 2018, 10:47   |
|       | SpaceX CRS-14             | Nadir                   | 4 april 2018, 13:00        | 5 maj 2018               |
|       | SpaceX CRS-15             | Nadir                   | 2 juli 2018, 13:50         | 3 augusti 2018           |
|       | HTV-7                     | Nadir                   | 27 september 2018, 14:09   | 6 november 2018, 23:32   |
|       | SpaceX CRS-16             | Nadir                   | 8 december 2018, 15:36     | 13 januari 2019          |
|       | SpX-DM1                   | För                     | 3 mars 2019, 10:51         | 8 mars 2019, 07:32       |
|       | SpaceX CRS-17             | Nadir                   | 6 maj 2019, 13:33          | 3 juni 2019              |
|       | SpaceX CRS-18             | Nadir                   | 27 juli 2019, 16:01        | 27 augusti 2019, 12:25   |
|       | HTV-8                     | Nadir                   | 28 september 2019, 14:09   | 1 november 2019, 12:30   |
|       | SpaceX CRS-19             | Nadir                   | 8 december 2019, 12:47     | 7 januari 2020, 08:41    |
|       | HTV-9                     | Nadir                   | 25 maj 2020, 19:25         | 18 augusti 2020, 13:51   |
|       | SpX-DM2                   | För                     | 31 maj 2020, 14:29         | 1 augusti 2020, 23:35    |
|       | SpaceX Crew-1             | För                     | 17 november 2020, 04:01    | 5 april 2021, 10:30      |
|       | SpaceX CRS-21             | Zenit                   | 7 december 2020, 18:40     | 12 januari 2021, 14:05   |
|       | SpaceX Crew-1             | Zenit                   | 5 april 2021, 11:08        | 2 maj 2021, 00:35        |
|       | SpaceX Crew-2             | För                     | 24 april 2021, 09:08       | 21 juli 2021, 10:45      |
|       | SpaceX CRS-22             | Zenit                   | 5 juni 2021, 09:09         | 8 juli 2021, 14:45       |
|       | SpaceX Crew-2             | Zenit                   | 21 juli 2021, 11:36        | 8 november 2021, 19:05   |
|       | SpaceX CRS-23             | För                     | 30 augusti 2021, 14:30     | 30 september 2021, 13:12 |
|       | SpaceX Crew-3             | För                     | 11 november 2021, 23:32    | 5 maj 2022, 05:20        |
|       | SpaceX CRS-24             | Zenit                   | 22 december 2021, 08:41    | 23 januari 2022, 15:40   |
|       | Axiom Mission 1           | Zenit                   | 9 april 2022, 12:29        | 25 april 2022, 01:10     |
|       | SpaceX Crew-4             | Zenit                   | 27 april 2022, 23:37       | 14 oktober 2022, 16:05   |
|       | Boe OFT-2                 | För                     | 21 maj 2022, 00:28         | 25 maj 2022, 18:36       |
|       | SpaceX CRS-25             | För                     | 16 juli 2022, 15:21        | 19 augusti 2022, 15:05   |
|       | SpaceX Crew-5             | För                     | 6 oktober 2022, 21:01      | 11 mars 2023, 07:20      |
|       | SpaceX CRS-26             | Zenit                   | 27 november 2022, 12:39    | 9 januari 2023, 22:05    |
|       | SpaceX CRS-27             | För                     | 16 mars 2023, 11:31        | 15 april 2023, 15:05     |
|       | SpaceX Crew-6             | Zenit                   | 3 mars 2023, 06:40         | 6 maj 2023, 11:23        |
| För   | SpaceX Crew-6             | 6 maj 2023, 12:01       | 3 september 2023, 11:05    |                          |
|       | Axiom Mission 2           | Zenit                   | 22 maj 2023, 13:24         | 30 maj 2023, 15:05       |
|       | SpaceX CRS-28             | Zenit                   | 6 juni 2023, 09:54         | 29 juni 2023, 16:30      |
|       | SpaceX Crew-7             | Zenit                   | 27 augusti 2023, 13:16     | 11 mars 2024, 15:20      |
|       | SpaceX CRS-29             | För                     | 11 november 2023, 10:07    | 21 december 2023, 22:05  |
|       | Axiom Mission 3           | För                     | 20 januari 2024, 10:15     | 7 februari 2024, 14:20   |
|       | SpaceX Crew-8             | För                     | 5 mars 2024, 07:28         | 2 maj 2024, 12:57        |
| Zenit | SpaceX Crew-8             | 2 maj 2024, 13:46       | 23 oktober 2024, 21:05     |                          |
|       | SpaceX CRS-30             | Zenit                   | 23 mars 2024, 11:19        | 28 april 2024, 17:10     |
|       | Boeing Crewed Flight Test | För                     | 6 juni 2024, 17:34         | 6 september 2024 22:04   |
|       | SpaceX Crew-9             | För                     | 29 september 2024, 21:30   | 3 november 2024, 11:35   |
| Zenit | SpaceX Crew-9             | 3 november 2024, 12:25  | 18 mars 2025, 05:05        |                          |
|       | SpaceX CRS-31             | För                     | 5 november 2024, 14:52:11  | 16 december 2024, 16:05  |
|       | SpaceX Crew-10            | För                     | 16 mars 2025, 04:04:52     |                          |
|       | SpaceX CRS-32             | Zenit                   | 22 april 2025, 12:40       | 23 maj 2025, 16:05       |
|       | Axiom Mission 4           | Zenit                   | 26 juni 2025, 10:31        | 14 juli 2025, 11:15      |
|       | SpaceX Crew-11            | Zenit                   | 2 augusti 2025, 06:27      |                          |

### Fotnoter
1. ↑  Manned Astronautics - Figures & Facts, Harmony Arkiverad 9 mars 2016 hämtat från the Wayback Machine., läst 17 augusti 2016.
2. 1 2  ESA:s sida om Node 2/Harmony